# Johann Baptist Allgaier

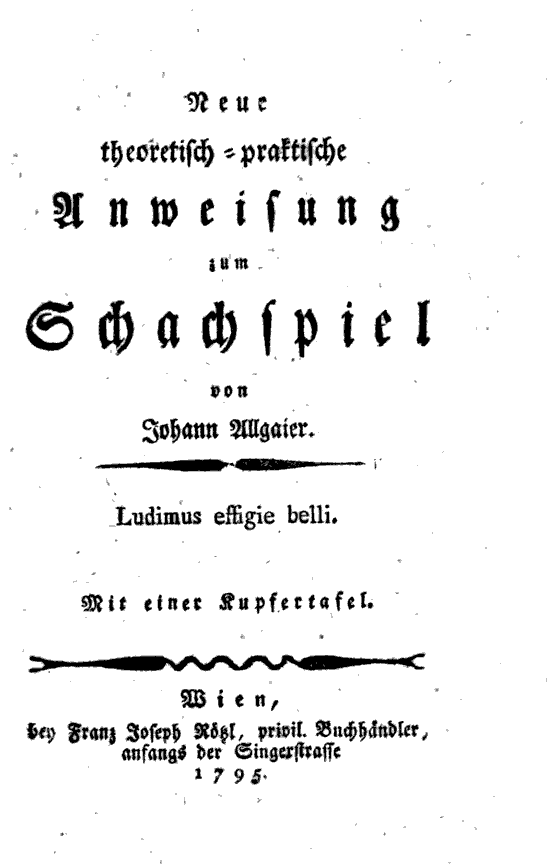
Neue theoretisch-praktische Anweisung zum Schachspiel – Titelblatt der Originalausgabe (1795)

Johann Baptist Allgaier (* 19. Juni 1763 in Schussenried; † 3. Januar 1823 in Wien) war der erste bedeutende deutsche und österreichische Schachspieler. Er war außerdem Verfasser des ersten eigenständigen Schachlehrbuchs in deutscher Sprache.

## Leben
Johann Baptist Allgaier wurde als Sohn unbemittelter Eltern in dem freien Reichsstift Schussenried geboren, welches 1806 an Württemberg kam. Sein Vater Georg Allgaier war als Hofmeister des Klosters angestellt. Der junge Allgaier studierte katholische Theologie, wanderte jedoch als junger Mann „heimlich nach Polen aus, wo er von einem polnischen Juden das Schachspiel erlernte“. Die privaten Gründe für den frühen Bruch in seiner Biografie sind unklar.
Von Allgaiers Lebensweg sind allgemein nur wenige Einzelheiten bekannt. Ende der 1780er Jahre gewann er in Wien einen Wettkampf um 1500 Gulden und galt seitdem als bester Schachspieler der Kaiserstadt. Nunmehr erhielt er Zugang zu adeligen Kreisen. Während einiger Zeit wurde er mit dem Schachunterricht bei mehreren österreichischen Erzherzögen betraut. Im Jahr 1798 trat Allgaier in österreichische Militärdienste. Dies geschah aber nicht durchgehend, sondern mit einer Reihe von Unterbrechungen entsprechend dem Verlauf der Koalitionskriege unter Beteiligung Österreichs. Später wurde er kurze Zeit als Rechnungsführer am Garnisonslazarett in Prag angestellt.
Weil erkrankt, musste Allgaier 1816 aus dem Dienst ausscheiden; die fortan bezogene Pension von 200 Gulden jährlich war kärglich. Er zog wieder nach Wien. Dort war er gezwungen, sich durch das Schachspiel eine zusätzliche Einnahme zu verschaffen. Um das Jahr 1820 trafen sich in Wien im Kaffeehaus „Zur goldenen Krone“ am Graben viele starke Schachspieler. Zu Allgaiers stärksten Gegnern zählten der Beamte Anton Witthalm und Graf Johann Somssich. Ungeachtet seiner Berühmtheit und einiger Unterstützung, die er erhielt, verbrachte Allgaier seine späten Lebensjahre in ärmlichen Verhältnissen.
Der Schachmeister, von dem kein Porträt überliefert ist, wurde als charakterlich bescheiden und „großer, starker Mann von angenehmen, aber nicht sehr geistreichen Gesichtszügen“ beschrieben. Ende Dezember 1822 musste sich Allgaier, der seit vielen Jahren an einer chronischen Asthma-Erkrankung litt, in ein öffentliches Krankenhaus, das Garnisonsspital, aufnehmen lassen. Dort starb er nach wenigen Tagen an der Brustwassersucht. Seine Witwe erhielt nach seinem Tod eine einmalige kleine Unterstützung zugesprochen.
Gespielte Partien sind von Allgaier nicht erhalten, obwohl er in Wien eine umfangreiche Praxis ausübte. Es wird zumeist angenommen, dass er einige Zeit den Schachtürken bedient hat – darunter auch bei einer Partie, die der vermeintliche Schachautomat 1809 im Schloss Schönbrunn gegen Kaiser Napoleon I. gespielt haben soll. Die überlieferte Partie gilt jedoch nicht als historisch belegt.

## Schachautor
Im Jahr 1795 erschien in Wien Allgaiers Lehrbuch Neue theoretisch-praktische Anweisung zum Schachspiel. Das Werk enthält eine Übersicht über die damals bekannten Partieanfänge; zum Schluss werden Endspiele behandelt. Bereits 1796 folgte Der Anweisung zum Schachspiel zweyter Theil, eine Darstellung verschiedener Schachvarianten wie des Königspiels und des Kriegsspiels. Am kaiserlichen Hof wurde seit Jahrhunderten das Schachspiel gepflegt. Man folgte damit einer spanischen Tradition. Allgaiers Bücher waren den jungen Erzherzögen Anton, Johann, Rainer, Ludwig und Rudolph „von ihrem unterthänigst-gehorsamstem Diener“ gewidmet.
Dass das Schach auch den Weg ins österreichische Volk fand, ist zu einem großen Teil Allgaier zu verdanken. Seine Neue theoretisch-praktische Anweisung zum Schachspiel war der erste nennenswerte Beitrag in deutscher Sprache zur Schachtheorie.
Allgaier kannte die Schachliteratur seiner Zeit sehr genau. Er nahm Bezug auf die Ideen Philidors und die Eröffnungssysteme der Schachschule von Modena um Lolli, Ponziani und del Rio. Der Einfluss des französischen Meisters blieb aber für Allgaier bestimmend, den man auch den „deutschen Philidor“ nannte. Seine Neue theoretisch-praktische Anweisung zum Schachspiel fand schließlich im ganzen deutschen Sprachraum großen Anklang und erfuhr zu Allgaiers Lebzeiten vier Auflagen, die Überarbeitungen und Ergänzungen einschlossen. Das war für die damalige Zeit ein beachtlicher Erfolg. Auch nach seinem Tode wurde das Buch bis in die 1840er Jahre weiter aufgelegt (die siebte und letzte Auflage erschien 1841). Erst zu diesem Zeitpunkt hatten neuere Werke, speziell das Handbuch des Schachspiels, die Bedeutung des Allgaier-Buchs verdrängt.

## Nachwirkung
|   | a | b | c | d | e | f | g | h |   |
| 8 |   |   |   |   |   |   |   |   | 8 |
| 7 |   |   |   |   |   |   |   |   | 7 |
| 6 |   |   |   |   |   |   |   |   | 6 |
| 5 |   |   |   |   |   |   |   |   | 5 |
| 4 |   |   |   |   |   |   |   |   | 4 |
| 3 |   |   |   |   |   |   |   |   | 3 |
| 2 |   |   |   |   |   |   |   |   | 2 |
| 1 |   |   |   |   |   |   |   |   | 1 |
|   | a | b | c | d | e | f | g | h |   |

Allgaier-Gambit: Stellung vor dem Figurenopfer (6. Sg5xf7)
Ein halbes Jahrhundert lang galten die von Allgaier formulierten „Schachgesetze“ im deutschen Raum als maßgebliches Regelwerk. In Wien waren sie bis zur Gründung der Schachgesellschaft im Jahr 1857 in Gebrauch.
Allgaiers Lehrbuch trug erheblich zur Hebung der Spielstärke deutscher und österreichischer Schachspieler bei. Einen merkbaren internationalen Einfluss konnte das Werk allerdings nicht ausüben. In England und Frankreich, wo damals der Schwerpunkt in der Entwicklung des Schachspiels ruhte, konnte die „Anweisung“, auf Deutsch und in damals noch ungebräuchlicher algebraischer Notation verfasst, zu keiner Geltung gelangen. Wegweisend war die tabellarische Anordnung der Eröffnungen, die Allgaier erstmals in der dritten Auflage des Buches (1811) vornahm.
Nach ihm ist eine Variante des Königsgambits benannt, das scharfe und als sehr riskant eingeschätzte Allgaier-Gambit. Es entsteht nach den folgenden Zügen: 1. e2–e4 e7–e5 2. f2–f4 e5xf4 3. Sg1–f3 g7–g5 4. h2–h4 g5–g4 5. Sf3–g5 (als Alternative zu 5. Sf3–e5, dem Kieseritzky-Gambit). Nach 5. … h7–h6 ist das Figurenopfer 6. Sg5xf7 erzwungen. Eine Analyse dieses Gambits enthielt die vierte Auflage der Anweisung (1819).

## Werke
- Neue theoretisch-praktische Anweisung zum Schachspiel. Rötzl, Wien 1795 (Digitalisat).
- Der Anweisung zum Schachspiel zweyter Theil. Rötzl, Wien 1796 (Digitalisat).
- Neue theoretisch-practische Anweisung zum Schachspiele. 3. Auflage. Rötzl und Kaulfuß, Wien 1811 (Digitalisat).
- Neue theoretisch-praktische Anweisung zum Schachspiele. 5. Auflage. Haas, Wien und Prag 1823 (Digitalisat).